# 高田耕至
高田 耕至（たかた こうじ、1968年5月2日 - ）は、日本の作曲家、編曲家、音楽プロデューサー。大阪芸術大学音楽学科音楽工学コース卒業。2021年より大阪芸術大学音楽学科 学科長・教授。

## 来歴
2003年、自らの音楽ユニットVitarise（ビタライズ）でビクターエンタテインメントよりデビュー。アルバム2枚シングル1枚をリリース。TV・映像における音楽作品も多く、TBS『スーパーサッカー』、フジテレビ『F1グランプリ〜TRUTH RESONANCE-T Mix』『FNNスーパーニュース』、 NHK総合テレビ『NHK海外ネットワーク』等、スポーツ、報道ニュース番組のテーマ楽曲も数多く手がけている。DAWを中心に弦、管の編曲も得意とし、ポップスから現代音楽に至るまで守備範囲の広い作曲家・クリエイターの一人。またこれまでVirgin Music、ビクターミュージックアーツのプロデューサーとして様々なアーティスト作品にも携わる。

## 作品

### 放送作品

#### TV
- TBS「スーパーサッカー」 オープニング テーマ（作編曲）1998
- フジテレビ
  - 「F1グランプリ〜TRUTH RESONANCE-T Mix」/RESONANCE-T名義/（プロデュース）2003-2007
  - 「プロ野球ニュース」 BGM（作編曲）2012-2014
  - 「料理の鉄人 アジアバージョン」（タイ、ベトナム、他） オープニングテーマ・BGM（作編曲）2012-2018
  - 「FNNスーパーニュース」オープニングテーマ・BGM （作編曲）2012.10〜2013.3
  - 「FNN News Pick Up」オープニングテーマ（作編曲） 2014.4-2015.3
  - 「ロマン建築の旅」テーマ曲（作編曲）2014.4-2014.10
  - 「home ∞ i〜家とわたし〜」オープニングテーマ（編曲）2014.10-2015.3
- テレビ東京
  - 「愛の貧乏脱出大作戦」エンディングテーマ「You Make History」（編曲,REMIX）
  - 「モーニングチャージ!」テーマ・BGM（作編曲）2016.4-2016.11.4
  - 「MORNING CHARGE」テーマ・BGM（作編曲）2016.11.7-2017.3.31
- NHK
  - 「列島ニュース」オープニングテーマ・BGM （作編曲）2007.4-2011.3
  - 「NHK海外ネットワーク」オープニングテーマ・BGM（作編曲）2007.10-2010.3
  - 「首都圏ネットワーク」オープニングテーマ・BGM（作編曲） 2008.4-2011.6
  - 「BS列島ニュース」オープニングテーマ・BGM（作編曲）2011.4-
  - 「これでわかった! 世界のいま」オープニングテーマ（編曲）BGM（作編曲）2015.4-2021.3
- NHK松山放送局
  - 「いよ×イチ」オープニングテーマ・BGM（作編曲）2011-2013.3
  - 「いよ×イチ」オープニングテーマ・BGM（作編曲）2014年度Ver. 2014.4-2016.3
- BSフジ「ハル常住のゴルフトランスポーター」オープニングテーマ〜緑のレジェンド〜（作編曲）2018.9.17-

#### ミュージック ライブラリー
- 日音 サウンズライブラリー アルバム「四季〜Japan Four Seasons」（作編曲）2007
- NHK ミュージックライブラリー 楽曲提供（作編曲）2013
- フジパシフィックミュージック ミュージックライブラリー（作編曲）2013-
  - 「Game Music Tracks Vol.1」MLCD-1001/2 2014.09.25
  - 「Broadcasting Tunes Vol.2」MLCD-1005/6 2014.12.15
  - 「Amusement Vol.1」MLCD-1008 2015.03.25 RESONANCE-T名義
  - 「Spirit Vol.1」MLCD-1009 2015.03.25 RESONANCE-T名義
  - 「Cafe Style Vol.1」MLCD-1011 2015.07.30
  - 「アジアン・ラテン・ヨーロピアン」MLCD-1012/3 2015.09.25発売
  - 「ヒーリング・バラード・シネマティック」MLCD-1014/5 2015.09.25
  - 「ジャズ・フュージョン・ファンク」MLCD-1016/7 2015.11.25
  - 「ロック・デジタルロック・オルタナティブ」MLCD-1018/9 2015.11.25
  - 「ポップ・ライトポップ・エレクトロポップ」MLCD-1020/1 2016.01.25
  - 「8bit・EDM・エレクトロ」MLCD-1022 2016.01.25
  - 「シーケンス・アンビエント・サイケデリック」 MLCD-1023/4 2016.01.25
  - 「Spirit Vol.2」MLCD-1029 2016.05.25
  - 「Amusement Vol.2」MLCD-1031 2016.07.25 RESONANCE-T名義
  - 「World Ethnic 〜Celtic & Irish〜」MLCD-1035 2016.10.25
  - 「Lounge Style」MLCD-1036 2016.11.25
  - 「WABI-SABI Vol.3」MLCD-1043 2017.3.25
  - 「World Ethnic〜南国編〜」MLCD-1045 2017.5.25
  - 「Smooth Electro」MLCD-1051 2017.11.25
  - 「WABI-SABI Vol.4」MLCD-1053 2018.2.25
  - 「Post Classical 〜起・承・転・結〜」MLCD-1057 2018.5.25
  - 「Sparkle」MLCD-1061 2018.8.25
  - 「Post Classical 〜雪・月・風・花〜」MLCD-1068 2019.01.25
  - 「ザ・ワイドショーVol.3」MLCD-1074 2019.06.25
  - 「Fancy House」MLCD-1079 2019.08.25
  - 「The AOR」MLCD-1083 2019.11.25
  - 「Earth 〜Scene 1〜」MLCD-1085 2020.1.25
  - 「PerForm the ViNtage」MLCD-1093 2020.4.25
  - 「Fancy House Vol.2」MLCD-1100 2020.8.25
  - 「Earth 〜Scene 2〜」MLCD-1103 2020.10.25
  - 「PerForm the ViNtage Vol.2」MLCD-1112 2021.4.25
  - 「グルメバラエティ」MLCD-1117 2021.7.25
  - 「WABI-SABI Vol.8」MLCD-1125 2021.11.25
  - 「Groove to Improve」MLCD-1131 2022.3.25
  - 「WABI-SABI Vol.9」MLCD-1146 2022.11.25
  - 「グルメバラエティ」MLCD-1157 2023.6.25
  - 「The AOR」MLCD-1161 2023.8.25
  - 「WABI-SABI Vol.10」MLCD-1166 2023.11.25
  - 「Drama Film Sounds Love & Comedy」2024.6.25
  - 「WABI-SABI Vol.11」PCCA-06359 2024.11.20

#### ドラマ・映画
- TBS 月曜ドラマスペシャル「ミニパト婦警の事件簿」劇伴 （作編曲）
- NHK ABUアジア子どもドラマシリーズ「おむれつ大ばくはつ！」劇伴 （作編曲）2006.7.25
- NHK山形放送局制作ドラマ「スキップ!〜商店街が生んだアイドル〜」劇伴 （作編曲）2009.9.11
- 映画『ラーメンより大切なもの〜東池袋大勝軒 50年の秘密〜』(C)2013フジテレビジョン 劇伴（作編曲）2013.6
- 2014ニューヨークフェスティバル ドキュメンタリー部門 銀賞受賞 （2014 New York Festivals World's Best TV & Films◎Silver Prize）

#### CM
- P&G ウェラシャンプー TV-CM（編曲）
- ハートフォード生命保険 宝塚歌劇団 月組 龍真咲 編 TV-CM（作編曲）
- ネスレ日本
  - ゴールドブレンドカフェインレス アカブタ親子編 WEB-CM （作編曲）
  - ネスカフェ 珈琲生豆茶 TV-CM 北海道のみ （作編曲）2011
- 千金堂 TV-CM（作編曲）2013

### アニメ・ゲーム作品
- 映画 「それいけ!アンパンマン ハピーの大冒険」より 挿入曲『悪いはすてき』（作編曲）
- 甲虫王者ムシキング 『ムシキングおんど』（編曲）
- テニスの王子様 アルバム「〜with〜手塚国光」より『男の美学』(編曲)
- ネギま!? 1000%BOX No.5 1000%SPARKING!＜れげえみっくす＞（REMIX）
- SONY プレイステーション用ソフト「ザ・キング・オブ・ファイターズ2」より オープニングテーマ『NEXT WARRIOR』 エンディングテーマ『REASONS OF THE BATTLE』/RESONANCE-T名義/（作編曲）
- 餓狼伝説 コンシューマーバージョンCD （リアレンジ）
- KOF NEO WAVEアレンジトラックス〜コンシューマーバージョンCD （リアレンジ）
- ザ・キング・オブ・ファイターズXI サウンドコレクション〜コンシューマーバージョンCD （リアレンジ）

### プロデュース作品
- TRUTH RESONANCE-T Mix 「RESONANCE-T featuring T-SQUARE」/RESONANCE-T名義/ヴィレッジミュージック 2003-2007
- YMO Trance〜a musical tribute」/RESONANCE-T名義/ユニバーサルミュージック 2002.9.25
- YMO EnTrance〜a musical tribute /RESONANCE-T名義/サイトロン・デジタルコンテンツ 2005.8.24
- maiko「Melodies」サイトロンデジタルコンテンツ 2005.12.21
- Vitarise（ビクターエンタテインメント）
  - 1st Album「VITARISE」2003.5.21
  - 2nd Album「PANORAMA」2004.7.21
  - 1st Single 「moonlit」「コクハク」花王AUBE口紅イメージソング 2004.1.7
  - 3rd Single 「Galaxy」「Sugar Baby」（配信限定）2009.10.21
- a piece of cake「部屋カフェ＃1 school days flavor」ドワンゴミュージックエンタテインメント/気球舎 2010.2.3
- 永井豪トリビュートアルバム「NAGAI GO -CLUB JAM-」/RESONANCE-T名義 メディアファクトリー 2010.7.7

### アーティスト作品
- 高中正義
  - アルバム「虹伝説2」より ゴブリンのテーマ 他3曲（編曲、additional programming）
  - アルバム「TAKANAKA Remix The Best」より Guitar Wonder DEEP FLOOR MIX（REMIX）
- T-SQUARE
  - アルバム「T-COMES BACK」よりエルミラージュ他2曲 /RESONANCE-T名義/（編曲、REMIX）
  - アルバム「TRUTH -20th ANNIVERSARY-Various Artists」より TRUTH RESONANCE-T MIX/RESONANCE-T名義/（編曲、REMIX）
- 野見山正貴
  - アルバム「Power Of Love」より 願いの季節, Endless Tale, 物語を始めよう（編曲）
- 洞口桃子
  - シングル NUDE（作編曲,プロデュース）
- 及川光博
  - シングル その術を僕は知らない（編曲）
- GODDAMN K.ROCKS
  - アルバム「ICONOCLASM」より全6曲（編曲）
- 五十嵐はるみ
  - アルバム「SOMETHING」より ユーメイクヒストリー（編曲）
- SPEED
  - アルバム「SPEED THE MEMORIAL BEST 1335days Dear Friends1」より KIWI LOVE "Dear Friends”House Remix 00"（REMIX）
- 福永ちな
  - シングル「ふくちな キッス〜ゴールドビューティー」より イミテーション・ゴールド（編曲）
- 三重野瞳
  - アルバム「ドラムカンサラダ」より Sweet and Bitter, 僕のあの娘, Midnight Surfer（作曲）
  - アルバム「ベリーロール」より 瞳Fall in love （作曲）
  - アルバム「2930-にくみそ-」より うたえ （作編曲） Brand-New Marmaid, サヨナラバイバイ, Sunny Days （編曲）
  - シングル・デビュー20周年記念シングル「瞳でEle-phant」より achi-achiアドベンチャー（編曲）, 瞳Fall in love〜20周年記念バージョン（作編曲）2014
- 川口英樹 k*hideki
  - アルバム「snow white forest」（編曲）
- D.D.D
  - アルバム「D.D.D」より My Destiny、Lovin' you /RESONANCE-T名義/ （編曲）
- 米倉利紀
  - アルバム「fall back」より complicated internal dialogue /RESONANCE-T名義/（編曲、ピアノ）
- 浅尾美和 公式応援テーマソング
  - 「ANGEL ON THE BEACH~PEARLY BEATS feat.megg」（配信限定）/RESONANCE-T名義/（作編曲）
- 小吉
  - 「見えないキズナ/Bye-Bye」（編曲、プロデュース）
- 浅香唯
  - CSベネッセチャンネル子供番組「元気すくすく」より はだかでピース（作編曲）
- a piece of cake
  - アルバム「ガーデンプレイスで朝食を」より Lonely Man ~Club mix~feat 芳野藤丸＆RESONANCE-T （REMIX）他5曲（編曲）
- ミユミユ
  - 横浜美少女図鑑テーマソング「マイ・ページ」（編曲）
- Versailles ヴェルサイユ
  - アルバム「JUBILEE」より SERENADE（ストリングス編曲）
- ギャランティーク和恵 ＆ 稲葉さゆり
  - アルバム「ビューティフル歌謡曲」より 真夜中のなでしこ（作編曲）
- ギャランティーク和恵
  - もうひとりの私（編曲）
- よなきにガールズ
  - 「恋のステイション〜あなたをここで待つわ」より ざくろ（編曲）
- YORI
  - 「Gorgeous」より、Love You Want You〜日本語バージョン〜、/RESONANCE-T名義/（編曲）
- 大野朋来
  - アルバム「LIFE DESTINATION」より 裏表Girl RESONANCE-T名義/（作編曲）2020.11.11
- 千菅春香
  - きみに贈ったしましまタオル（編曲）つばさの生えたイヌのお告げ（編曲）2021.3.11
- KI-HAT
  - Blue Peaches（編曲）2023.10.4

### その他
- 広島県呉市立音戸中学校校歌（作曲）
- ネスレ日本 『ミロ』ミロソングダンスミックス（REMIX）2010
- ディズニー アルバム「Club Christmas Disney」より Sleigh Ride,Rudolph, The Red Nosed Reindeer（編曲）
- hiro 島袋寛子（SPEED）の全国ツアー用ステージ楽曲（編曲・編集）
- トイザらス胎教CD 「Mama's wave」 （作編曲）
- J-WAVE TOKIO HOT 100、スラムジャム、ホリデースペシャル、アズシアター等ジングル（作編曲）
- テレビ新広島「テレビ新ヒーロー」「Good Night〜テレビ新ヒーローのララバイ〜」（作編曲）
- 広島県呉市立音戸中学校 音戸浪漫三部作〜きらきらひかるせとのまち〜（作曲）
- 広島の歌入選作品「アオギリのうた」より あるがままの風景（作曲）
- 再生可能エネルギー世界展示会『PV Japan 2012』東芝ブース音楽担当 （作編曲）
- 東芝太陽光発電 福岡ヤフオクドーム用プロモーション映像楽曲（作編曲）2013
- ビクター発表会ベスト3（日本伝統文化振興財団）「とんがり帽子の魔法使い」より ヒゲヒゲダンス（編曲）2014
- ヒットヒットマーチシリーズ
  - 2014「夢をかなえてドラえもん」「あまちゃんマーチ」「潮騒のメモリー」（マーチ編曲）2014
  - 2015「レットイットゴー〜ありのままで〜」「ゲラゲラボーのうた」（マーチ編曲）2015
  - 2016「アロハ・エ・コモ・マイ」「きかんしゃトーマスのテーマ2」（マーチ編曲）2016
- ビクター運動会ベスト3（日本伝統文化振興財団）「われらモグラの応援団」（作編曲）2014
- ビクター運動会ベスト4（日本伝統文化振興財団）「一歩でもマンボ」（作編曲）2015
- エビバディゴー！運動会（日本伝統文化振興財団）「フルーツ・フラッグ」（作編曲）2016

### 関連所属団体
- 日本音楽著作権協会（JASRAC）正会員
- 専門学校HALミュージック学科顧問 2006.4. - 2010.3
- 一般社団法人日本作編曲家協会（JCAA）会員 2014.7-
- 一般社団法人人工知能学会（JSAI）正会員 2015 -
- ジャスラッククリエイターズクラブ（JCC）会員 2018 -
- ビクターミュージックアーツプロデューサー 2010 - 2020
- 大阪芸術大学芸術学部
  - 音楽学科 教授 2020 -
  - 音楽学科 学科長 2021 -
- 一般社団法人日本音楽著作権協会 JASRAC定款委員会委員　2024.11-

### 資格
- 知的財産管理技能士 2級
- ビジネス著作権検定 上級